# 谷口江里也
谷口 江里也（たにぐち えりや、1948年 - ）は、作家、詩人、ヴィジョンアーキテクトである。
石川県出身。横浜国立大学工学部建築学科卒。東京銀座資生堂ビルの設計、ラゾーナ川崎プラザのマスタープランへの参画、レストラン"ikra"の空間デザインなど、プロデュースやプロジェクト設計を含めた空間創造の分野でも活躍する。音羽信という名のシンガーソングライターでもある。 

## 著書
- 『Forever 妖精』小学館 1991
- 『Touch me 柔らかな女神』小学館 1991
- 桜井淑敏共著『セナ』早川書房 1996
- 『アトランティス・ロック大陸 風の記憶、岩の夢』エスプレ 2007
- 『草木たちの朝』エスプレ 2007
- 『鳥たちの夜』エスプレ 2007
- 『虫たちの午後』エスプレ 2007
- 『鏡の向こうのつづれ織り』文・写真 エスプレ 2008
- 『空間構想事始』エスプレ 2008
- 『もう一つの世界との対話』カイトウハルキ クレイドール エスプレ 2008
- 『イビサ島のネコ』未知谷 2016
- 『天才たちのスペイン』未知谷 2016
- 『愛歌 ロックの半世紀』2017　音羽信名義
- 『随想奥の細道　今こそ活きる芭蕉のヴィジョン』未知谷 2017。マネル・アルメンゴール写真
- 『理念から未来像へ　憲法を正しく読めばこんな国』未知谷 2018
- 『リカルド・ボフィル作品と思想』未知谷 2018
- 『いまここで』未知谷 2018
- 『メモリア少年時代』未知谷 2020
- 『島へ』未知谷 2020
- 『夢のつづき』未知谷 2021
- 『ヴィジョンアーキテクトという仕事』未知谷 2021
- 『ギュスターヴ・ドレとの対話』未知谷 2022
- 『夢のなかで』未知谷 2022
- 『ジャック・カロを知っていますか？』未知谷 2023
- 『わかれみち　ヴィジョンアーキテクトが見つめた歴史』未知谷 2023
- 共著『福原義春さんとの対話』未知谷 2024

### 編・訳書
- 『全版画集 ゴヤ』編著 講談社 1984
  - フランシスコ・デ・ゴヤ『視覚表現史に革命を起した天才ゴヤの版画集』全3冊、未知谷 2016
- 『画集ジャック・カロ』編著 講談社 1985
- 『100年前のヨーロッパ ゴメス・コレクション』全4巻 編著 小学館 1985-86
- 『画集グランビル』編著 講談社 1986
- ダンテ原作 ギュスターヴ・ドレ插画『神曲』訳・構成 JICC出版局 1989
  - 『ドレの神曲』宝島社 2009
- ギュスターヴ・ドレ插画『聖書』訳・構成 JICC出版局 1991
  - 『旧約聖書物語』アルケミア 1997、『ドレの旧約聖書』宝島社 2010、『旧約聖書の世界』未知谷 2016
  - 『新約聖書物語』アルケミア 1997、『ドレの新約聖書』宝島社 2010
- ラ・フォンテーヌ『寓話』全3巻 アルケミア 1996-2002 ギュスターヴ・ドレ挿画
- ジョン・ミルトン原作『ドレの失楽園』翻案 ギュスターヴ・ドレ挿画 宝島社 2010
- シャルル・ペロー原作『ドレの昔話』翻案 ギュスターヴ・ドレ挿画 宝島社 2011
- ジャン・デ・ラ・フォンテーヌ原作『ドレの寓話集 アリとキリギリス』翻案 ギュスターヴ・ドレ挿画 宝島社 2012
- ミゲル・デ・セルバンテス原作『ドレのドン・キホーテ』訳・構成 ギュスターヴ・ドレ挿画 宝島社 2012
- 『ドレのロンドン巡礼 天才画家が描いた世紀末』ギュスターヴ・ドレ絵 講談社 2013
- フランソワ・ラブレー原作『異説ガルガンチュア物語』翻案 ギュスターヴ・ドレ挿画 未知谷 2018
- ラモン・ヒメネス『プラテーロと私 抄　アンダルシア哀歌』未知谷 2019
- 編『クロモスの世界　19世紀末に花開いた小さな印刷芸術』グラフィック社 2024